# 293-я бомбардировочная авиационная дивизия
293-я бомбардировочная авиационная Черкасская дивизия (293-я бад) — авиационное соединение Военно-Воздушных сил (ВВС) Вооружённых Сил РККА бомбардировочной авиации, принимавшее участие в боевых действиях Великой Отечественной войны.

## История наименований дивизии
- 293-я бомбардировочная авиационная дивизия;
- 293-я бомбардировочная авиационная Черкасская дивизия;
- 8-я гвардейская бомбардировочная авиационная Черкасская дивизия;
- 8-я гвардейская бомбардировочная авиационная Черкасская Краснознамённая дивизия;
- 8-я гвардейская бомбардировочная авиационная Черкасская Краснознамённая ордена Суворова дивизия;
- 177-я гвардейская бомбардировочная авиационная Черкасская Краснознамённая ордена Суворова дивизия;
- Полевая почта 53974.

## История и боевой путь дивизии
293-я бомбардировочная авиационная дивизия сформирована 27 июля 1942 года Приказом НКО СССР № 00147 от 20 июля 1942 года в составе 1-й бомбардировочной авиационной армии в составе Резерва Ставки ВГК на территории Московского военного округа.
Приказом НКО СССР 1-я бомбардировочная авиационная армия была расформирована 10 сентября 1942 года и дивизия вошла в состав 1-го бомбардировочного авиационного корпуса. С 18 октября дивизия в составе корпуса убыла на Калининский фронт в 3-ю воздушную армию и с 30 ноября вступила в боевые действия. До конца года её части произвели 411 боевых вылетов.
С января 1943 года дивизия вела боевые действия на Волховском, Северо-Западном и Воронежском фронтах. Её полки принимали участие в Великолукской наступательной операции, в прорыве блокады Ленинграда (Операция «Искра»), в боях против демянской группировки противника (Демянская операция), в Харьковской оборонительной операции, в Курской битве.
С 13 июля 1943 года дивизия в составе корпуса вошла в состав 5-й воздушной армии Степного фронта и участвовала в Белгородско-Харьковской наступательной операции, Битве за Днепр и расширении плацдарма на правом берегу реки Днепр, Кировоградской и Корсунь-Шевченковской наступательных операциях. За успешное выполнение заданий командования в боях при овладении городом Черкассы дивизии было присвоено почётное наименование «Черкасская».
За организованность и хорошую боевую работу, за доблесть и мужество, проявленные воинами дивизии в борьбе с немецкими захватчиками приказом НКО СССР № 017 от 5 февраля 1944 года 293-я бомбардировочная авиационная Черкасская дивизия преобразована в гвардейскую и получила наименование 8-я гвардейская бомбардировочная авиационная Черкасская дивизия.

### Участие в операциях и битвах
Дивизия принимала участие в операциях и битвах:
- Великолукская операция[3] — с 24 ноября 1942 года по 20 января 1943 года.
- Прорыв блокады Ленинграда (Операция «Искра»)[3] — с 29 января 1943 года по 30 января 1943 года.
- Демянская операция[3] — с 15 февраля 1943 года по 28 февраля 1943 года.
- Харьковская оборонительная операция[3] — с 19 февраля 1943 года по 14 марта 1943 года.
- Курская битва[3] — с 5 июля 1943 года по 12 июля 1943 года.
  - Белгородско-Харьковская операция[3] — с 3 августа 1943 года по 23 августа 1943 года.
- Черниговско-Полтавская операция[3] — с 13 августа 1943 года по 21 сентября 1943 года.
- Днепровско-Карпатская операция:
  - Кировоградская операция[3] — с 5 января 1944 года по 16 января 1944 года.
  - Корсунь-Шевченковская операция[3] — с 24 января 1944 года по 5 февраля 1944 года.

### В действующей армии
В составе действующей армии дивизия находилась c 23 октября 1942 года по 5 февраля 1944 года.

### Командир дивизии
| Звание       | Имя                       | Период                  | Примечание |
| ------------ | ------------------------- | ----------------------- | ---------- |
| подполковник | Грибакин Гурий Васильевич | 27.07.1942 — 05.02.1944 |            |

### В составе объединений
| Дата          | Фронт (округ)         | Армия                                  | Корпус                                              | Примечания |
| ------------- | --------------------- | -------------------------------------- | --------------------------------------------------- | ---------- |
| 27.07.1942 г. | Резерв ВГК            | 1-я бомбардировочная авиационная армия |                                                     | -          |
| 10.09.1942 г. | Резерв ВГК            |                                        |                                                     | -          |
| 18.09.1942 г. | Резерв ВГК            |                                        | 1-й бомбардировочный авиационный корпус             | -          |
| 23.10.1942 г. | Калининский фронт     | 3-я воздушная армия                    | 1-й бомбардировочный авиационный корпус             | -          |
| 29.01.1943 г. | Волховский фронт      | 14-я воздушная армия                   | 1-й бомбардировочный авиационный корпус             | -          |
| 21.02.1943 г. | Северо-Западный фронт | 6-я воздушная армия                    | 1-й бомбардировочный авиационный корпус             | -          |
| 26.03.1943 г. | Воронежский фронт     | 2-я воздушная армия                    | 1-й бомбардировочный авиационный корпус             | -          |
| 13.07.1943 г. | Степной фронт         | 5-я воздушная армия                    | 1-й бомбардировочный авиационный корпус             | -          |
| 20.10.1943 г. | 2-й Украинский фронт  | 5-я воздушная армия                    | 1-й бомбардировочный авиационный корпус             | -          |
| 05.02.1944 г. | 2-й Украинский фронт  | 5-я воздушная армия                    | 2-й гвардейский бомбардировочный авиационный корпус | -          |

## Части и отдельные подразделения дивизии
За весь период своего существования боевой состав дивизии претерпевал изменения:

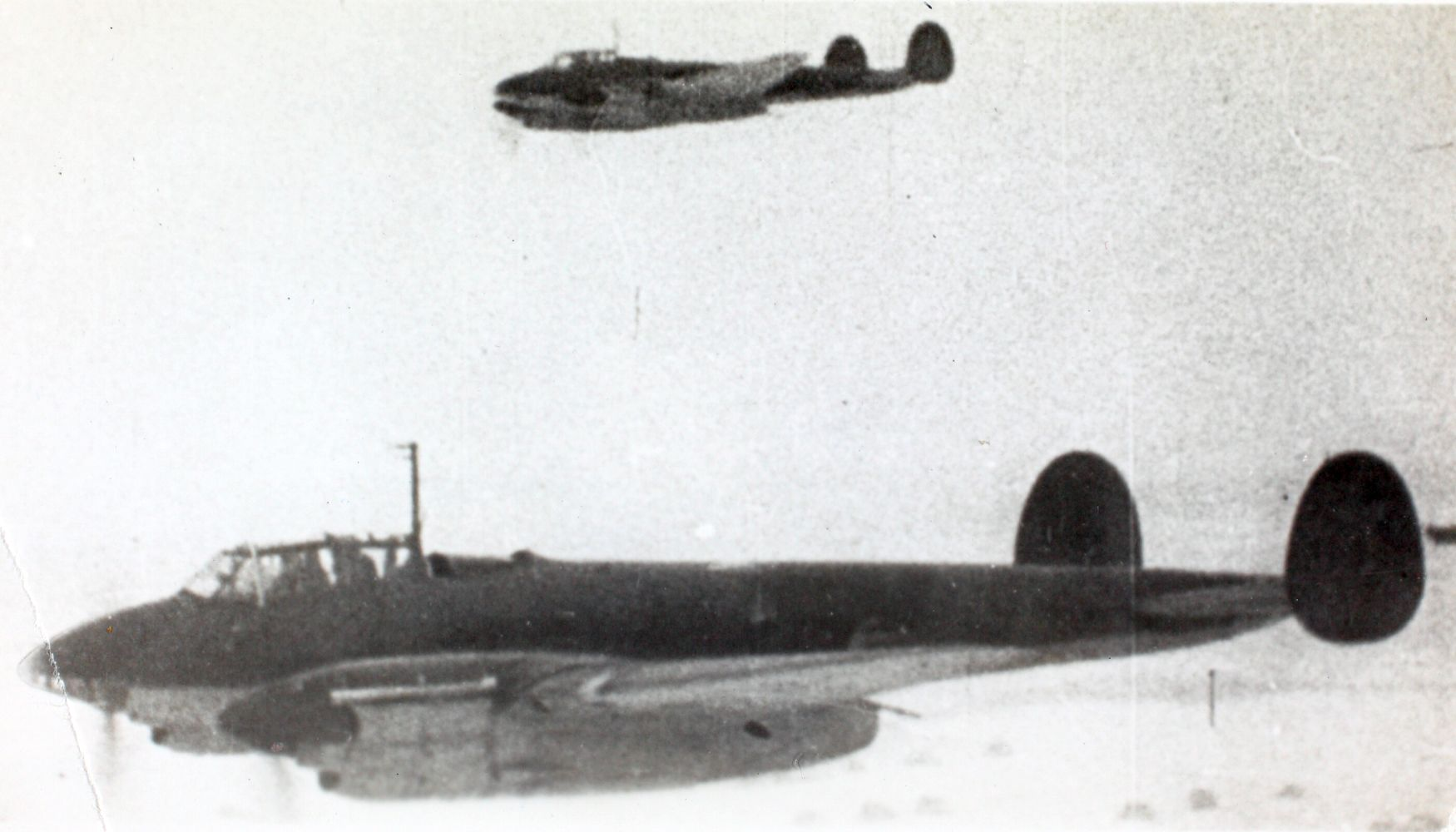
Пе-2 в полёте

| Период                     | Наименование                                  | Вооружение                         |
| -------------------------- | --------------------------------------------- | ---------------------------------- |
| 27.07.1942 — 05.02.1944 г. | 780-й ближнебомбардировочный авиационный полк | Пе-2, переименован в 160-й гв. бап |
| 27.07.1942 — 05.02.1944 г. | 854-й бомбардировочный авиационный полк       | Пе-2, переименован в 162-й гв. бап |
| 14.09.1942 — 05.02.1944 г. | 804-й бомбардировочный авиационный полк       | Пе-2, переименован в 161-й гв. бап |

## Почётные наименования
- 293-й бомбардировочной авиационной дивизии приказом Верховного Главнокомандующего 14 декабря 1943 года за отличные боевые действия в боях при овладении крупным экономическим центром Украины городом Черкассы — важным узлом обороны немцев на правом берегу Днепра, присвоено почётное наименование «Черкасская»[4].
- 804-му бомбардировочному авиационному полку приказом Верховного Главнокомандующего 14 декабря 1943 года за отличные боевые действия в боях при овладении крупным экономическим центром Украины городом Черкассы — важным узлом обороны немцев на правом берегу Днепра, присвоено почётное наименование «Черкасский»[4].

## Присвоение гвардейских званий
- 293-я бомбардировочная авиационная дивизия приказом НКО СССР № 017 от 5 февраля 1944 года переименована в 8-ю гвардейскую бомбардировочную авиационную дивизию.
- 780-й ближнебомбардировочный авиационный полк приказом НКО СССР № 017 от 5 февраля 1944 года переименован в 160-й гвардейский бомбардировочный авиационный полк.
- 804-й бомбардировочный авиационный Черкасский полк приказом НКО СССР № 017 от 5 февраля 1944 года переименован в 161-й гвардейский бомбардировочный авиационный полк.
- 854-й бомбардировочный авиационный полк приказом НКО СССР № 017 от 5 февраля 1944 года переименован в 162-й гвардейский бомбардировочный авиационный полк.

## Благодарности Верховного Главнокомандующего
Воинам дивизии объявлены благодарности Верховного Главнокомандующего:
- За овладение крупным экономическим центром Украины городом Черкассы — важным узлом обороны немцев на правом берегу Днепра[4].

## Отличившиеся воины дивизии
- Гаврилов Владимир Яковлевич, майор, командир 804-го бомбардировочного авиационного полка 293-й бомбардировочной авиационной дивизии 1-го бомбардировочного авиационного корпуса 3-й воздушной армии Указом Президиума Верховного Совета СССР от 1 мая 1943 года удостоен звания Героя Советского Союза. Золотая Звезда № 975.